# Burgruine Aichelberg (Aichelberg)
Die Burgruine Aichelberg ist die Ruine einer Höhenburg südöstlich von Aichelberg im Landkreis Göppingen in Baden-Württemberg. Sie war der Stammsitz der Grafen von Aichelberg.

## Geografische Lage
Die Burg befindet sich oberhalb des Ortes auf der 564,2 m ü. NN hohen Spitze des gleichnamigen Aichelbergs, eines Berges der Schwäbischen Alb. Oberhalb der Ruine liegt die 1210 auf dem Turmberg erbaute Burg Turmberg über dem gleichnamigen Ort Aichelberg. Sowohl Aichelberg als auch Turmberg sind herausmodellierte Überreste ehemaliger Vulkanschlote des Schwäbischen Vulkans.

## Geschichte
Die Burg Aichelberg wurde zwischen 1150 und 1200 von den Herren von Aichelberg erbaut. Die Burg ging zuerst 1330 an die Grafen von Kirchheim und kam 1334 in den Besitz der Grafen von Württemberg. In der Folge diente die Burg unter anderem nach 1446 einem Grafen von Helfenstein als Dienstsitz.  Ab 1466 war die Anlage an Wilhelm von Zillenhart verpfändet, der die Burg mit Burgsiedlung 1470 für kurze Zeit von den Württembergern erwarb. 1525 wurde die Burg im Bauernkrieg geplündert und zerstört. Nach 1525 wurde die Ruine als Steinbruch benutzt, bis 1596 wurden dabei wesentliche Gebäudeteile abgebrochen. Bereits 1580 wird die Anlage als Burgstall bezeichnet. 

## Beschreibung
Die ovale Burgfläche mit einem langen Sporn nach Nordosten wurde durch einen Halsgraben geschützt. Von der ehemaligen Anlage sind noch Reste des Walls und des Halsgrabens sowie geringe Reste des Mauerwerkes zu sehen. Die heute frei zugängliche Burgstelle hat eine Fläche von rund 32 auf 13 Meter. 

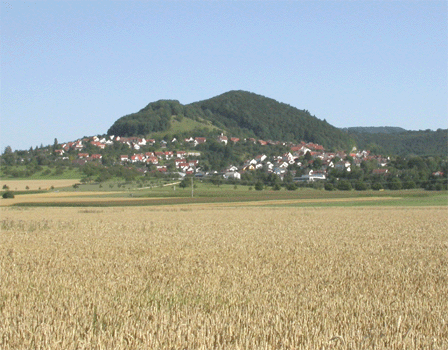
Blick auf Gemeinde Aichelberg, links der Aichelberg, rechts der Turmberg
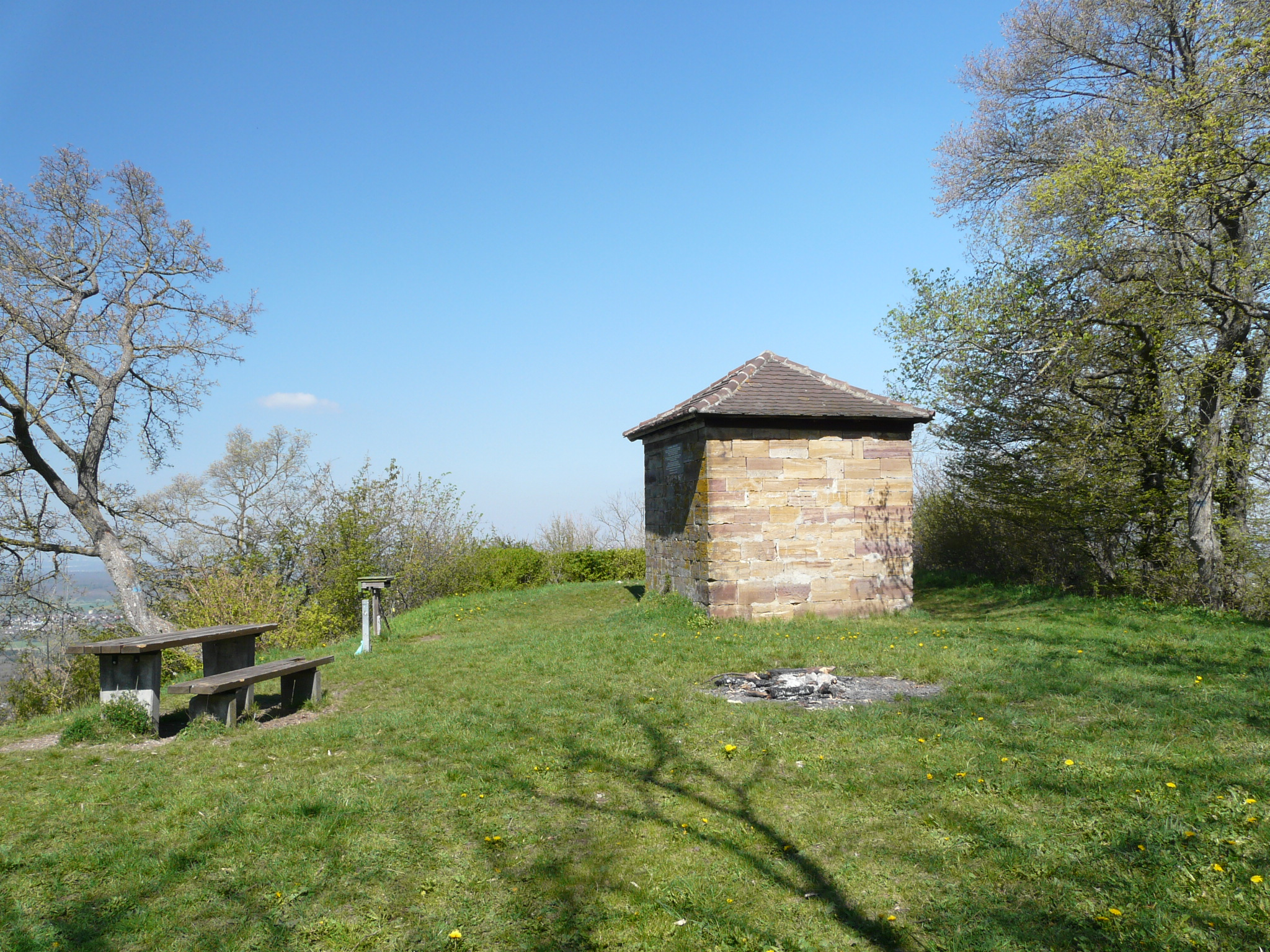
Burgplatz mit modernem Gebäude
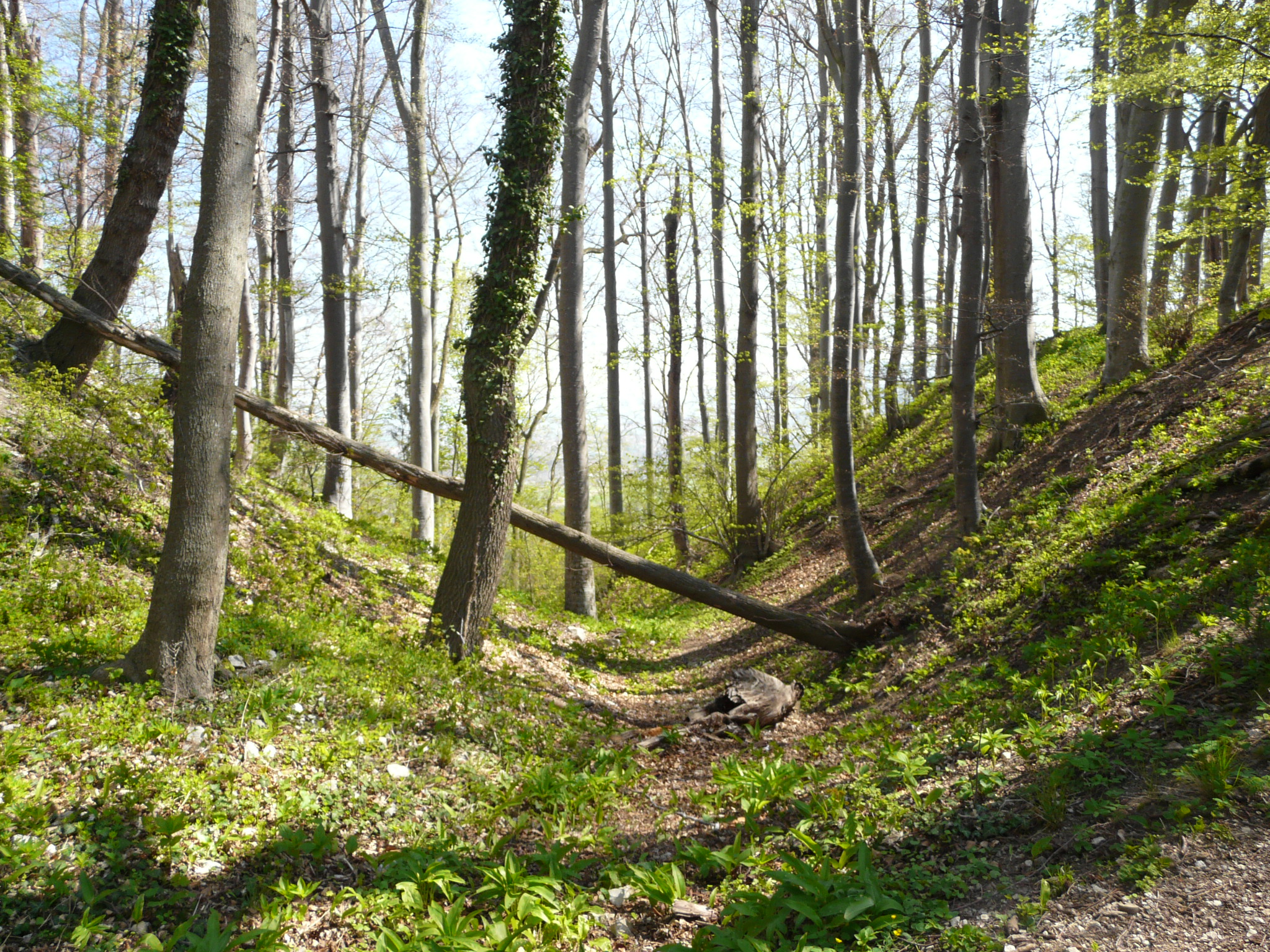
Reste des Halsgrabens